# Wakako Tsuchida
Wakako Tsuchida (土田 和歌子 Tsuchida Wakako?) (Tokio, 15 de octubre de 1974) es una atleta y corredora de maratón en silla de ruedas y trineo sobre hielo japonesa. Fue la primera atleta profesional en silla de ruedas de su país y la primera en ganar una medalla de oro en los juegos paralímpicos de verano e invierno. Tiene paraplejía.

## Carrera
Ha ganado la división femenina en silla de ruedas del maratón de Boston cinco veces, en 2007, 2008, 2009, 2010 y 2011; el Maratón de Honolulu dos veces, en 2003 y 2005, el Maratón de Oita cuatro veces, en 1999, 2001, 2002 y 2003 y el Maratón de Londres 2010 con un tiempo de 1:52:33. Compitió en el Maratón de Boston 2012 y en una final cerrada estuvo un segundo detrás de la ganadora Shirley Reilly.
En los Juegos Paralímpicos de Verano de 2000, ganó una medalla de bronce en el maratón, mientras que en los Juegos de 2004 ganó una medalla de oro en los 5000 metros y una de plata en maratón. Su mejor marca personal es 1:38:32, la cual logró en el maratón de Oita 2001.
Compitió en carreras de trineo de hielo en los Juegos Paralímpicos de Invierno en 1994 y 1998, ganando dos medallas de oro y dos plata en 1998. También ha ganado medallas en el Campeonato Mundial IPC de trineo.